# Klub Za starou Prahu
Klub Za starou Prahu je občanské sdružení, které se od svého vzniku v roce 1900 věnuje ochraně památek v Praze.
Klub sleduje zejména případy, kdy jsou stavebními zásahy v Praze hrubě ohrožovány památky nebo městské panoráma a sleduje kauzy, kdy se investor snaží prosadit svůj záměr, který je v rozporu s odbornými památkovými posudky. V této činnosti mu pomáhá vysoká odbornost řady jeho členů.
Klub vydává dvakrát ročně věstník Za starou Prahu. Každoročně udílí cenu za novou stavbu v historickém prostředí.
V jeho čele stojí Domácí rada, složená převážně z historiků umění, architektů a urbanistů, například Josef Štulc a Jan Bárta. Předsedou je od června 2021 Richard Biegel, místopředsedové jsou Rostislav Švácha a Kateřina Bečková.

## Kauzy
Ukázka některých z významných kauz, ve kterých se Klub Za starou Prahu angažoval:
- historické domy na severní straně Staroměstského náměstí – záchrana jen bývalého kláštera paulánů
- Podskalské nábřeží pod Emauzy – zachování panoramatu realizací nižších budov dle návrhu Bohumila Hypšmana (dnes ministerstva zdravotnictví a práce a sociálních věcí)[2]
- Kampa a malostranské nábřeží – nerealizace nábřežní komunikace a zastavění Kampy reprezentativními budovami (návrh A. Balšánka) nebo budovou Národní galerie (Josef Gočár)
- Dientzenhoferův pavilon ve stejnojmenných sadech – zbourán v souvislosti s výstavbou Jiráskova mostu
- dostavba katedrály svatého Víta – klub požadoval oddělení novostavby od historické části, což odpovídá dnes již překonanému památkářskému přístupu[3]
- silnice přes Petřín nebo malostranský tunel – vyřešeno Strahovským a Letenským tunelem dle návrhu člena klubu A. Kubíčka
- Braunerův dům s kavárnou Union na nároží Národní a Na Perštýně – zbourán a nahrazen novostavbou Albatrosu (dnes banka)
- Podpovrchová tramvaj – ohrožující památky, vyřešeno ve prospěch pražského metra
- Nádraží Těšnov – zbořeno
- Vinohradská tržnice – zachováno
- Palác Myslbek – omezený úspěch v částečném členění monobloku směrem do Ovocného trhu
- hotel Four Seasons – zachování sousedních historických budov
- bývalý kostel sv. Michala – nerealizována přestavba na ryze komerční prostor
- Ringhofferova továrna na Smíchově – demolice (zachování jen části fasády), součást OC Nový Smíchov
- Josefská kasárna na náměstí Republiky – demolice (kromě průčelí – další případ fasádismu) kvůli stavbě obchodního domu Palladium
- Libeňský most – zamýšlená radikální přestavba a rozšíření mostu
- Dům U Turků (Václavské nám. čp. 1061) – zbořeno
- usedlost Cibulka – dlouhodobě chátrající památka, mimo jiné návrh na vyvlastnění

## Historie Klubu
Klub byl založen 28. ledna 1900, v době soustředěného náporu na využití parcel historického centra města (pražská asanace). Od roku 1910 začal klub vydávat vlastní časopis. Brzy klub inspiroval svou činností vznik poboček v řadě dalších českých měst. První pobočka vznikla v roce 1910 v Pelhřimově, druhá v roce 1922 v Kutné Hoře. Klub v útlumu přečkal druhou světovou válku a obhájil svoji samostatnost v období komunismu. Od roku 1989 se klub soustředí především na ochranu památek před záměry stavebních podnikatelů v oblasti komerčních staveb.
Členy, předsedy a místopředsedy klubu byla řada významných osobností. Kromě níže uvedených předsedů patřili k hlavním představitelům klubu například architekti Pavel Janák, Rudolf Kříženecký, Antonín Engel, Josef Chochol, Eduard Hnilička a historici a historici umění Jaroslav Goll, František Ruth, V. V. Štech nebo Dobroslav Líbal. S klubem byli spojeni i malíři Karel Klusáček, Jan Konůpek, Zdenka Braunerová nebo Jan Zrzavý, který byl krátce i klubovním sekretářem.

### Seznam předsedů
- Alfred Slavík (1900–1901)
- Bohumil Štěrba (1902–1903)
- Jan Koula (1904–1908)
- Luboš Jeřábek (1909–1918)
- Eustach Mölzer (1919)
- Eduard Schwarzer (1920)
- Bohumil Hypšman (1921)
- Zdeněk Wirth (1922)
- Vojtěch Birnbaum (1923)
- Eduard Schwarzer (1924–1925)
- Karel Guth (1926)
- Jan Almer (1927)
- Vojtěch Birnbaum (1928–1929)
- Jan Almer (1930)
- Cyril Merhout (1931)
- Jan Almer (1932)
- Jan Emler (1933)
- Jan Almer (1934)
- Karel Guth (1935–1936)
- Jan Almer (1937)
- Alois Kubíček (1938)
- Jan Almer (1939)
- Rudolf Hlubinka (1940)
- Jan Almer (1941–1945)
- Emanuel Poche (1946–1950)
- Ludvík Prisching (1951–1953)
- Jan Mannsbarth (1954–1955)
- Alois Kubíček (1956–1962)
- Bohumír Kozák (1963–1976)
- Karel Krejčí (1977–1979)
- Emanuel Hruška (1980–1988)
- Oldřich Hora (1989–1991)
- Josef Hyzler (1992–1999)[7]
- Kateřina Bečková (2000–2021)[8]
- Richard Biegel (od r. 2021)